# 켈렌겨울잠쥐
켈렌겨울잠쥐(Graphiurus kelleni)는 겨울잠쥐과에 속하는 설치류의 일종이다. 열대 아프리카의 토착종으로 감비아와 세네갈부터 케냐와 탄자니아까지 분포한다. 자연 서식지는 아열대 또는 열대 건조림과 습윤 또는 건조 사바나 지역이다.

## 특징
켈렌겨울잠쥐의 몸길이는 75~150mm이고 50~110mm의 붓꼬리를 갖고 있다. 상체는 회색과 갈색 또는 황갈색을 띠며, 하체는 희미하고 큰 귀를 갖고 있으며, 눈 주위는 진한 색을 띤다.

## 분포 및 서식지
켈렌겨울잠쥐는 사하라 사막 남쪽의 열대 아프리카 서부와 중부, 동부 지역의 토착종이다. 앙골라와 베넹, 부르키나 파소, 카메룬, 콩고민주공화국, 에티오피아, 감비아, 가나, 케냐, 말라위, 말리, 모잠비크, 니제르, 나이지리아, 세네갈, 소말리아, 남수단, 수단, 탄자니아, 토고, 우간다, 잠비아 그리고 짐바브웨에서 발견된다. 서식지는 건조 숲과 습윤 또는 건조 사바나 지역이다.

## 생태
켈렌겨울잠쥐는 나무 등을 기어오르는 활동적인 동물로 곤충과 기타 무척추동물 그리고 작은 척추동물 등 살아있는 동물을 포식하며, 새알 그리고 동물의 사체 등도 먹는다. 씨앗과 과일을 먹기도 한다. 야행성 동물로 낮 동안에는 둥지에서 생활한다. 번식기의 짧은 기간을 제외하고 대부분의 시간을 홀로 지낸다. 경고와 의사 소통을 위한 수많은 높고 날카로운 소리를 내며, 습성에 대해서는 잘 알려져 있지 않다.

## 보전 상태
켈렌겨울잠쥐는 다양한 서식지 유형으로 알려진 일반적인 종이다. 아주 넓은 분포 지역을 갖고 있으며 특별한 위협 요인은 없고, 그래서 국제 자연 보전 연맹 (IUCN) 이 보존 등급을 "관심대상종"으로 지정하고 있다.